# Sombre Romantic

## Sombre Romantic
Sombre Romantic é o álbum de estreia da banda de metal gótico australiana Virgin Black. O álbum foi originalmente lançado em uma versão limitada dentro da Austrália somente pela Crestfallen Records[ligação inativa]. Foi então lançada em 12 de fevereiro de 2001 pela The End Records nos EUA e pela Massacre Records[ligação inativa] na Europa. Uma re-edição de 2002 deste álbum pela gravadora The End, inclui o EP "Trance" como disco bônus.

## Track listing
1. "Opera de Romanci I. - Stare" - 3:57
2. "Opera de Romanci II. - Embrace" - 3:52
3. "Walk Without Limbs" - 4:26
4. "Of Your Beauty" - 4:00
5. "Drink the Midnight Hymn" - 5:14
6. "Museum of Iscariot" - 7:41
7. "Lamenting Kiss" - 5:25
8. "Weep for Me" - 1:52
9. "I Sleep with the Emperor" - 2:40
10. "A Poet's Tears of Porcelain" - 5:20
11. "Outro" - 0:11

## Credits
- Samantha Escarbe[ligação inativa] - guitarra
- Rowan London[ligação inativa] - vocal principal, teclado, piano, violino
- Craig Edis - backing vocal, guitarra
- Dino Cielo - bateria
- Ian Miller - baixo, backing vocal
- Aaron Nicholls - baixo
- Chris Handley (convidado) - violoncelo

1. ↑  «Sombre Romantic - Wikipedia». Consultado em 7 de novembro de 2017